# Краулиньш, Карлис Янович
Карлис Янович Краулиньш (латыш. Kārlis Krauliņš; 9 марта 1904, Коценская волость, Видземе, Лифляндской губернии Российской империи (ныне Валмиерский край, Латвии) — 5 декабря 1981, Рига) — латвийский советский литературовед, редактор, педагог, профессор (с 1966).
Заслуженный работник культуры Латвийской ССР (1964).

## Биография
Сын фермера. Член КПСС с 1942 года. В 1928 году окончил Латвийский университет. Позже вёл педагогическую работу, в 1936 году — сотрудник подпольной коммунистической типографии.
Участник Великой Отечественной войны 1941—1945 гг., был военным корреспондентом и сотрудником газеты «Латвиешу стрелниекс» Латышской стрелковой дивизии.
В 1944—1948 годах был ответственным секретарём правления Союза писателей Латвии. С 1945 года работал преподавателем Латвийского государственного университета. Директор института литературы и языка АН Латвийской ССР (1948—1951).
В 1964—1967 гг. — редактор литературно-художественного журнала «Карогс» («Знамя»).
Опубликовал много статей о проблемах социалистического реализма, о национальной специфике латышской литературы.
Работы К. Краулиньша, в том числе литературно-научные статьи о прозе и творческом методе, не свободны от вульгарного социологического подхода и официальных тенденций политизации искусства, характерных для эпохи советского тоталитарного режима.
Автор книг: «Жизнь и деятельность Я. Райниса» (1953), «Творчество Вилиса Лациса» (1954), «Андрей Упит. Жизнь и творчество» (1963), «Современный советский роман» (1969) и др.
Похоронен на кладбище Райниса в Риге.